# Pave Sergius 3.
Sergius 3. (ca. 860 - 14. april 911) var pave fra 29. januar 904 til sin død i 911. Han var pave i en tid med feudal vold og uorden i det centrale Italien, og de stridende aristokratiske fraktioner forsøgte at bruge både materielle og militære ressourcer fra pavedømmet. Fordi Sergius 3. efter sigende havde bestilt mordet på sine to forgængere, Leo 5. og Christoforus, og han var den eneste pave der angiveligt skulle have fostret en uægte søn, som senere blev pave (Johannes 11.) er hans tid som pave beskrevet som både "dyser og skammelig", og "effektiv og hensynsløs".